# Pierre Agostini
Pierre Agostini (født 23. juli 1941) er en fransk eksperimentel fysiker og professor Emeritus på Ohio State University, der er kendt for pionérarbejde på stærk-felts laserfysik og attosekundvidenskab.
Han er særlig kendt for observationer over-grænserværdig ionisering og opfindelsen af reconstruction of attosecond beating by interference of two-photon transitions (RABBITT) technique for karakteriseringen af Attosekundfysikattoseuknd lysimpulser.
Han modtog nobelprisen i fysik i 2023.